# Macrophyllum macrophyllum
Macrophyllum macrophyllum é uma espécie de morcego da família Phyllostomidae. É a única espécie descrita para o gênero Macrophyllum. Tanto os machos quanto as fêmeas desta espécie são pequenos, com envergadura atingindo 80 mm e peso médio variando entre 6 e 9 gramas. A  face desses morcegos inclui um rostro encurtado com uma folha nasal proeminente. A característica mais marcante desses morcegos, entretanto, são seus longos membros posteriores e uropatágio que se estendem mais posteriormente do que na maioria dos morcegos da mesma família. Pode ser encontrada no sul do México, na América Central e na América do Sul.

## Distribuição e habitat
O primeiro espécime de M. macrophyllum foi encontrado no Brasil em 1817 por Wied, proximo ao Rio Mucuri na Bahia e a espécie foi posteriormente descrita por Schinz. Desde então, esses morcegos foram avistados em vários locais da América do Sul, Central e México. Nas regiões do norte da América do Sul, foi encontrado em partes do Peru, Equador, Bolívia e Venezuela. Na América Central, foram vistos na Costa Rica, Honduras, Guatemala e Nicarágua. Também foi localizado em partes do sul do México, como no estado de Tabasco. As localidades mais austrais de ocorrência da espécie são na província de Misiones, na Argentina e no estado do Paraná, Brasil.
Em geral, M. macrophyllum é encontrado em regiões ligeiramente ao norte do equador, em florestas tropicais e habitats de floresta decidual tropical. Na maioria dos avistamentos documentados, foram encontrados perto de fontes de água, como lagos, riachos ou cavernas marinhas na costa do Pacífico. Foi inferido que esses morcegos vivem perto de fontes de água por causa da abundância de insetos nesses locais. Além de serem encontrados próximos às fontes de água mencionadas anteriormente, esses morcegos foram encontrados empoleirados em estruturas feitas pelo homem, como bueiros, edifícios modernos e até antigas ruínas do Panamá. Embora esses morcegos sejam bastante pequenos, foi demonstrado que eles vivem em uma área de até 150 hectares, com as fêmeas vivendo em áreas ligeiramente maiores do que os machos.

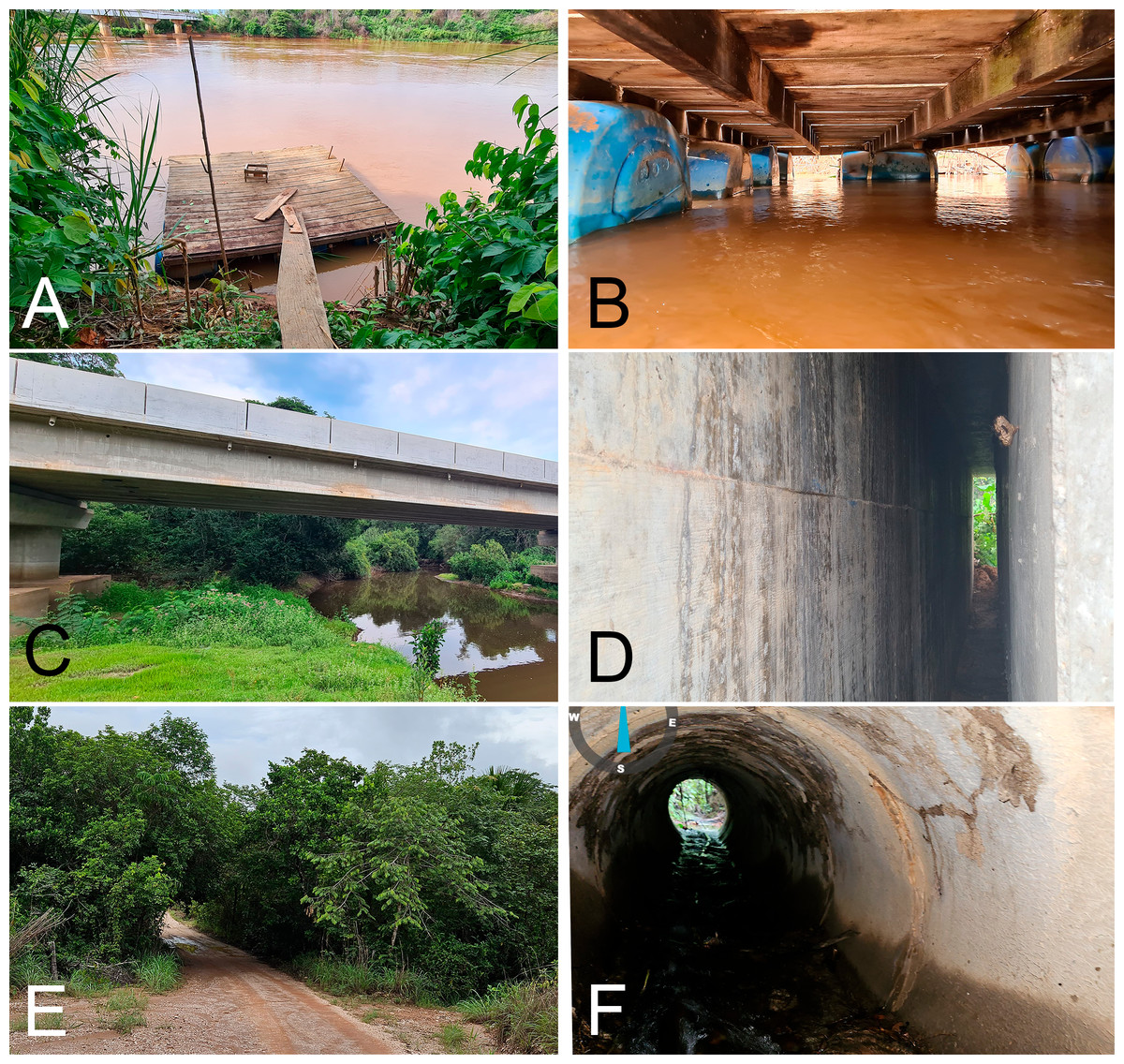
Abrigos diurnos utlizados por Macrophyllum macrophyllum.

## Dieta e forrageamento
Embora os morcegos em geral possam ter uma dieta que varia de frutas a carne, M. macrophyllum é insetívora, o que significa que sua dieta consiste principalmente de insetos. A análise do conteúdo estomacal desses morcegos revelou principalmente insetos alados, indicando que a maioria dos insetos que consome são insetos aéreos.
A estratégia de forrageamento mais comumente observada em M. macrophyllum é a coleta sobre a lâmina d'agua, na qual o animal sobrevoa o corpo de água e capturas os insetos na superfície usando seus pés aumentados e longos membros posteriores. Este sistema de forrageamento difere da maioria dos outros morcegos filostomídeos. No entanto, a espécie não se limita apenas a esta estratégia: estudos de laboratório demonstraram que M. macrophyllum também é capaz de hawking aéreo, uma estratégia de forrageamento na qual os morcegos se alimentam de insetos no ar. Esses morcegos realizam ambas as estratégias de forrageamento com igual eficácia. Essa variação no forrageamento permite que aproveitem a variedade de insetos em seu ambiente, estejam eles sentados na água ou pairando sobre ela.

## Ecolocalização
Como muitas espécies da ordem Chiroptera, M. macrophyllum usa a ecolocalização para navegar em seu ambiente e detectar suas presas. São capazes de fazer isso enviando ondas sonoras e recebendo essas ondas quando ricocheteiam em vários objetos. À medida que se aproxima de um objeto, a frequência de seus sinais de ecolocalização aumentará para que sejam capazes de criar um mapa espacial melhor.
Ao contrário de muitas espécies de morcegos da família Phyllostomidae que usam ecos "sussurrantes" de baixa intensidade, a espécie produz chamadas de ecolocalização de alta intensidade para detectar sua presa. Macrophyllum macrophyllum é capaz de controlar a intensidade de suas chamadas dependendo de seu ambiente. Quando em áreas com alta desordem acústica, diminuem sua intensidade de sinal, enquanto em áreas mais abertas, aumentarão a intensidade de seu sinal. Ao aumentar a intensidade da chamada em um ambiente mais aberto, permite que tenham uma faixa de detecção mais ampla para alimentos.